# Croatian International 2011
Die Croatian International 2011 fanden in Zagreb vom 31. März bis zum 3. April 2011 statt. Der Referee war Susana Maldonado aus Portugal. Das Preisgeld betrug 5.000 US-Dollar, wodurch das Turnier in das BWF-Level 4B eingeordnet wurde. Es war die 13. Austragung dieser internationalen Meisterschaften von Kroatien im Badminton.

## Austragungsort
- Dom sportova, Trg Krešimira Ćosića 11

## Sieger und Platzierte
| Disziplin    | Gold                                | Silber                              | Bronze                                |
| ------------ | ----------------------------------- | ----------------------------------- | ------------------------------------- |
| Herreneinzel | Dieter Domke                        | Raul Must                           | Ernesto Velazquez                     |
| Herreneinzel | Dieter Domke                        | Raul Must                           | Marcel Reuter                         |
| Dameneinzel  | Minatsu Mitani                      | Perrine Lebuhanic                   | Yui Hashimoto                         |
| Dameneinzel  | Minatsu Mitani                      | Perrine Lebuhanic                   | Nicola Cerfontyne                     |
| Herrendoppel | Kim Astrup Rasmus Fladberg          | Niclas Nøhr Mads Pedersen           | Gary Fox Nico Ruponen                 |
| Herrendoppel | Kim Astrup Rasmus Fladberg          | Niclas Nøhr Mads Pedersen           | Zvonimir Đurkinjak Zvonimir Hölbling  |
| Damendoppel  | Sandra-Maria Jensen Line Kjærsfeldt | Natalia Pocztowiak Staša Poznanović | Romina Gabdullina Evgeniya Kosetskaya |
| Damendoppel  | Sandra-Maria Jensen Line Kjærsfeldt | Natalia Pocztowiak Staša Poznanović | Helen Davies Alyssa Lim               |
| Mixed        | Zvonimir Đurkinjak Staša Poznanović | Kim Astrup Line Kjærsfeldt          | Mads Pedersen Joan Christiansen       |
| Mixed        | Zvonimir Đurkinjak Staša Poznanović | Kim Astrup Line Kjærsfeldt          | Freek Golinski Steffi Annys           |

## Finalergebnisse
| Disziplin    | Sieger                              | Finalist                            | Ergebnis          |
| ------------ | ----------------------------------- | ----------------------------------- | ----------------- |
| Herreneinzel | Dieter Domke                        | Raul Must                           | 21:16 21:7        |
| Dameneinzel  | Minatsu Mitani                      | Perrine Lebuhanic                   | 21:14 21:17       |
| Herrendoppel | Kim Astrup Rasmus Fladberg          | Niclas Nøhr Mads Pedersen           | 18:21 21:19 21:16 |
| Damendoppel  | Sandra-Maria Jensen Line Kjærsfeldt | Natalia Pocztowiak Staša Poznanović | 21:14 21:18       |
| Mixed        | Zvonimir Đurkinjak Staša Poznanović | Kim Astrup Line Kjærsfeldt          | 21:13 21:13       |